# Albert Schmitt (bibliothécaire)
Pour les articles homonymes, voir Schmitt.
Albert Schmitt (dit Schmitt-Leinen, Schmitt-Claden ou Schmidt-Claden, également connu sous le pseudonyme de Paul Maria Morand Claden, son nom de plume), né le 8 février 1895 à Colmar et décédé le 29 octobre 1967 à Berghausen (commune de Pfinztal), est un écrivain et bibliothécaire français pro-allemand. À ce titre il est impliqué dans l’épuration et la spoliation de livres par le régime national-socialiste en Alsace durant la Seconde Guerre mondiale.
Responsable de l’ancienne bibliothèque de la ville de Colmar à partir de 1924, il assume, à la suite de l’annexion allemande de l’Alsace en 1940, les fonctions de directeur par intérim de la Universitäts- und Landesbibliothek Strassburg (à savoir la « Bibliothèque régionale et universitaire de Strasbourg », l'actuelle Bibliothèque nationale et universitaire). Il participe ainsi au processus de « germanisation » et de « nazification » culturelle de la région.
Remplacé à la tête de la bibliothèque en 1941, il assure la direction de la Maison de Goethe à Strasbourg (Goethe-Haus), musée fondé par les autorités allemandes à des fins de propagande et disparu à la libération de la ville en 1944. Devenu membre de la SS (Schutzstaffel), il s’est également intéressé aux thèses de la Ahnenerbe, institut pluridisciplinaire défendant les théories raciales du national-socialisme.

## Biographie

### Enfance et formation
Albert Schmitt (inscrit au registre d’état civil sous le nom de Marie François Xavier Albert Schmitt) est né en 1895 à Colmar de l’union de Louis Schmitt, instituteur et directeur d’école originaire du Sundgau, et d’Anne-Marie Odile Zimmermann. Son enfance et son adolescence se déroulèrent sous l’administration de l'Empire allemand, dont l’Alsace-Lorraine (en allemand : Reichsland Elsaß-Lothringen) constituait depuis 1871 une province. De ces années d’enfance et de scolarité résulta la parfaite maîtrise du français et de l’allemand. Il fréquenta le lycée de Mulhouse jusqu’à l’obtention du baccalauréat en 1914. Engagé volontaire dans l’armée allemande en juillet 1914, il y effectua quatre années de service pendant la Première Guerre mondiale, dont il sortit indemne.
De janvier 1919 à mars 1920, il mena des études de lettres à l’université de Strasbourg, redevenue française. Après l’obtention d’une licence, il fit entre 1921 et 1922 un bref séjour en Allemagne pour prolonger ses études. À son retour en France, il suivit une formation de bibliothécaire jusqu’à l’obtention en mars 1924 du diplôme de bibliothécaire de l’enseignement supérieur à l’École nationale des chartes à Paris. Auparavant avait été célébré le 23 mai 1941 son mariage à Strasbourg avec Lucie Anne Leinen, dont naquit plus tard un fils. Si c’est sous le patronyme de Schmitt-Leinen qu’il commença sa carrière de bibliothécaire à Colmar, il recourut à un pseudonyme pour mener en parallèle ses activités littéraires.

### Activités littéraires jusqu'en1944

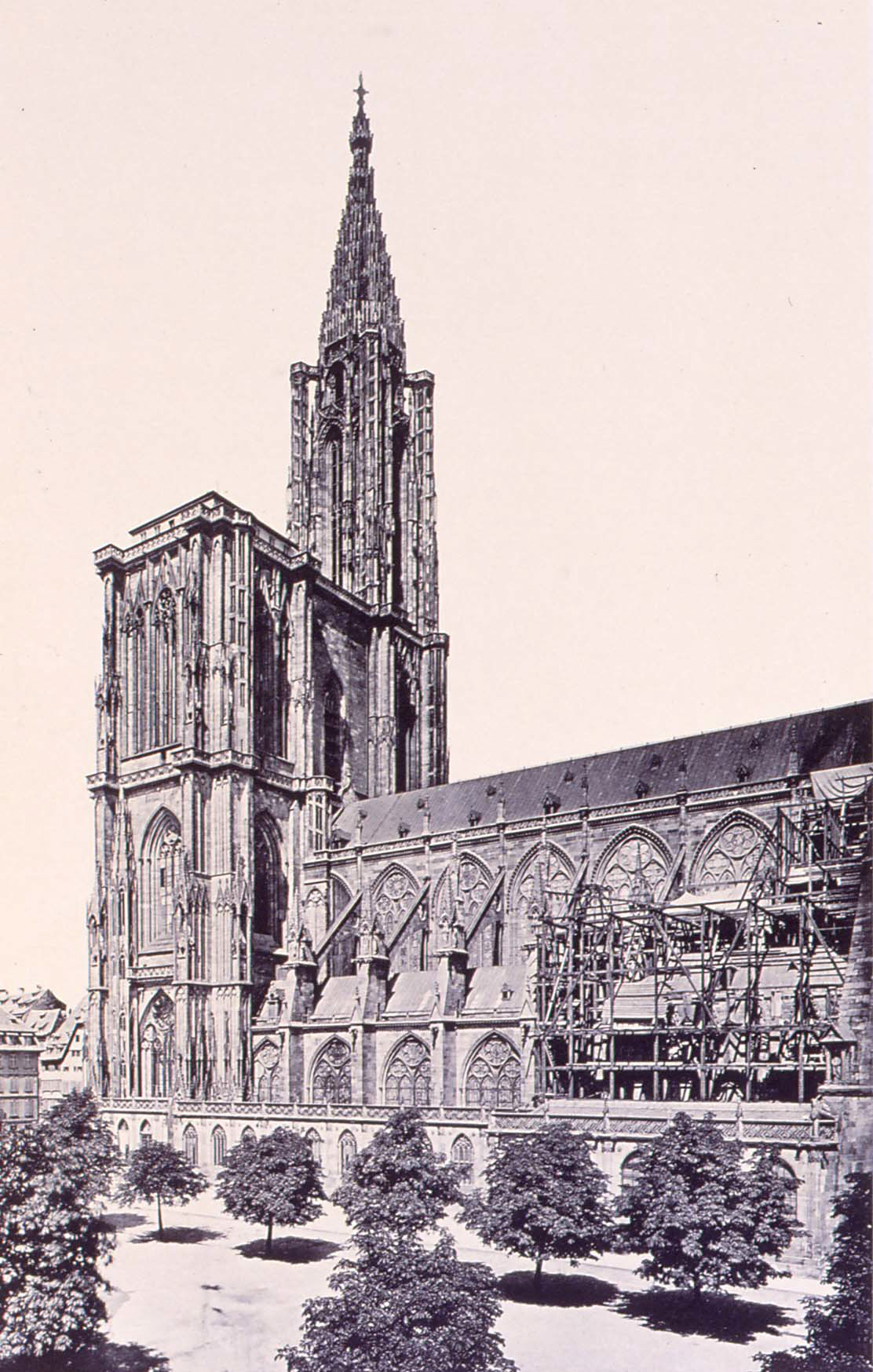
Cathédrale de Strasbourg louée dans les Odes d'Albert Schmitt, alias Morand Claden.

L’œuvre littéraire d’Albert Schmitt se compose de textes en prose et de poèmes en langue allemande, ces derniers revêtant fréquemment une dimension religieuse. Ces textes furent publiés sous le pseudonyme de Paul Maria Morand Claden, en référence à un de ses aïeux du Sundgau.
Ses débuts littéraires furent marqués par l’expérience douloureuse du front et le retour de l’Alsace sous administration française en 1918. La parution en 1930 du roman Désiré Dannacker lui valut un succès d’estime sur la scène littéraire régionale. Ce roman à forte connotation autobiographique retrace le destin de deux frères d’origine alsacienne dont l’un, engagé dans les troupes françaises pendant la Première Guerre mondiale, y trouve la mort, quand l’autre, mobilisé dans l’armée allemande et rescapé de la guerre, se reproche le décès de son frère. Incapable de s’adapter à la vie civile dans une Alsace redevenue française, le survivant se donne finalement la mort. De ce texte, Albert Schweitzer aurait apprécié l’authenticité et la simplicité mêlées{{}}. René Schickele aurait quant à lui considéré ce roman comme la meilleure œuvre littéraires alsacienne d’après-guerre,. En 1944 parut toutefois un recueil d’Histoire alsaciennes (Elsässische Geschichten) qui contraste par l’harmonie des expériences relatées avec le destin tragique du héros de 1930. Entre-temps avait été publié dans une anthologie de 1942 le récit Tellora.
Outre les textes en proses, Albert Schmitt rédigea des poèmes qui furent publiés soit dans des anthologies, soit dans la presse, ou firent l’objet de publications séparées. En 1939 parurent à compte d’auteur ses Odes à la cathédrale de Strasbourg (Oden an das Münster zu Strassburg) assorties d’illustrations réalisées par son épouse. À ces poèmes fut dédié en avril 1941 un article de Paul Casper dans les Strassburger Monatshefte, revue dont la germanophilie d’avant-guerre évolua à partir de 1940 vers un discours de propagande affirmé au service du régime d’occupation. Les poèmes écrits après-guerre furent, pour certains, publiés dans des anthologies, puis réunis dans le recueil La Lumière du monde (Das Licht der Welt) paru en 1967, l’année de la mort d’Albert Schmitt. Parmi les rares productions lyriques datant de la Seconde Guerre mondiale, l’ode Au Führer (Dem Führer) est aussi la plus polémique. Parue à l’été 1940 dans les Strassburger Monatshefte, elle traduit une adhésion sans retenue au national-socialisme et suggère celle de l’Alsace tout entière à ses desseins.
Saluée dans les années trente à l’échelle locale, puis après-guerre dans un cercle restreint, la valeur littéraire de la production d’Albert Schmitt est, de façon générale, jugée très moyenne par la plupart des critiques postérieures à son décès,,. De même, son activité professionnelle, qui se déroula de 1924 à 1941 à Colmar puis de 1941 à 1944 à Strasbourg, reflète les multiples facettes du personnage, qui a exercé ses fonctions de bibliothécaire sous l’autorité française puis sous celle de l’administration d’occupation allemande.

### Activités de bibliothécaire
Le premier poste à Colmar

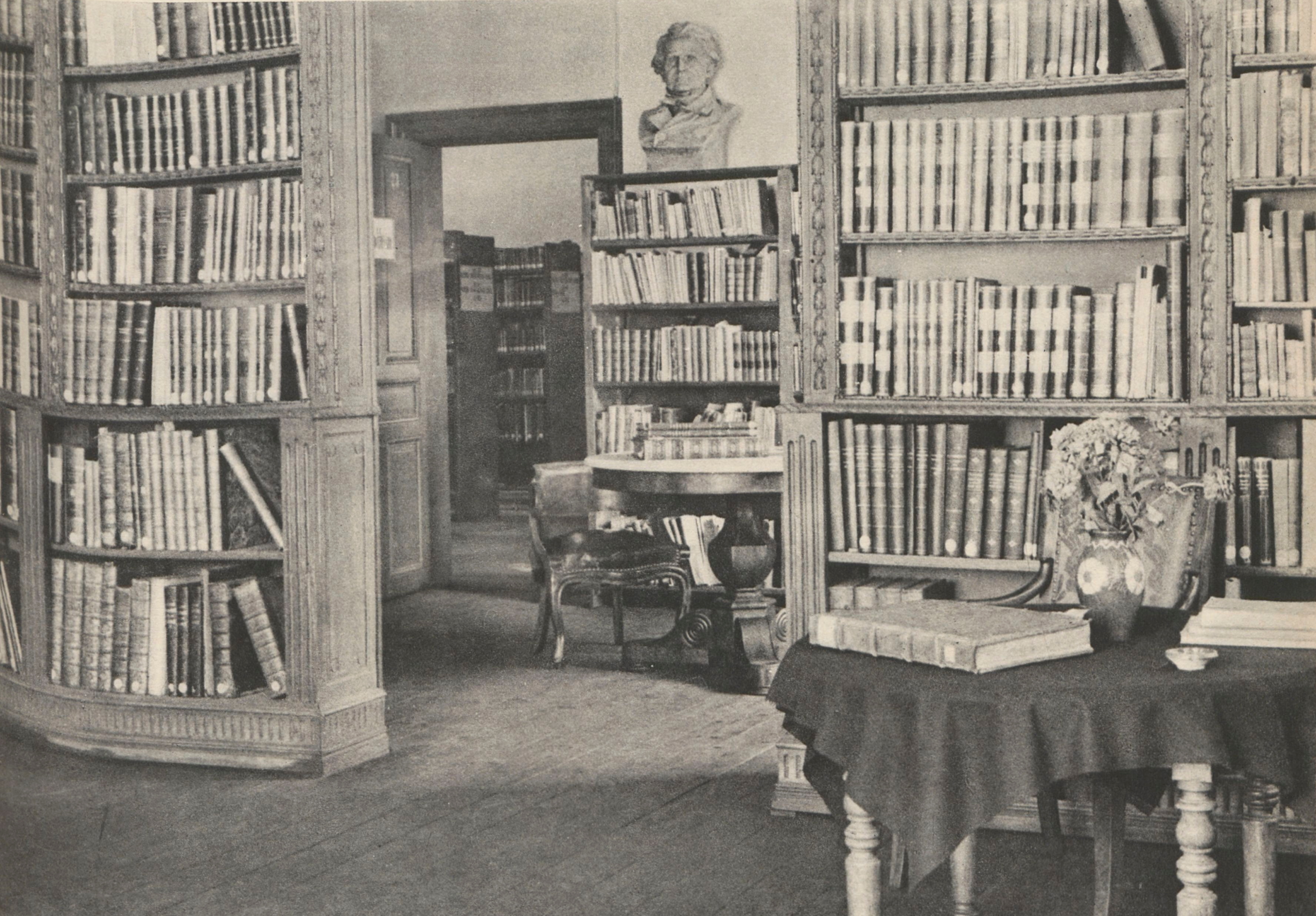
Bureau du bibliothécaire de la Ville de Colmar vers 1935.

Albert Schmitt se vit proposer dès le printemps 1924 le poste de bibliothécaire de la ville de Colmar en remplacement d’André Waltz, décédé en 1923. La bibliothèque, dont les fonds avaient longtemps occupé les locaux du musée Unterlinden, avait été transférée en 1915 dans un bâtiment proche abritant l’école du musée ; il demeura son lieu d’implantation officiel jusqu’à la fin de la guerre, malgré les mouvements de collection intervenus entre-temps. Albert Schmitt exerça en qualité de bibliothécaire de la ville de 1924 à l’automne 1941 avant d’être remplacé dans cette activité par l’archiviste Charles Wittmer. Sa titularisation, intervenue en 1925, s’était faite sur la base d’un rapport élogieux du ministère de l’Instruction publique et des Beaux-Arts,. En 1926, il organisa une grande exposition consacrée à l’histoire du livre qui rencontra un certain succès. Y furent exposés des ouvrages précieux issus des confiscations révolutionnaires ainsi que des bibliothèques de Strasbourg, Lyon et Paris. En 1934, il contribua à la création du « Comité d’études historiques et littéraires de Colmar ville et campagne », éditrice entre 1935 et 1939 de « l’Annuaire de Colmar - Colmarer Jahrbuch », dont Albert Schmitt dirigea la publication. C’est aussi sous sa responsabilité que fut organisée l’évacuation des fonds de la bibliothèque de Colmar concomitante de celle d’une partie de la population alsacienne à partir du 1er septembre 1939.
Activités sous l'occupation allemande
L’entrée des troupes allemandes à Strasbourg le 19 juin 1940 est saluée par Albert Schmitt. Dans son ode Au Führer, dédiée à Adolf Hitler, il remercie celui-ci d’avoir « rendu l’Alsace au sein maternel » et d’avoir permis, en chassant « le spectre welsche », une véritable « résurrection de l’âme alsacienne ». Ce témoignage appuyé de fidélité est récompensé moins d’un mois plus tard par sa nomination au titre de responsable délégué aux bibliothèques scientifiques d'Alsace (Beauftragter für das gesamte wissenschaftliche Bibliothekswesen im Elsass). Dans le cadre de ses missions lui fut aussi confiée l’administration provisoire de la Universitäts- und Landesbibliothek Strassburg, jusqu’à nomination d’un nouveau titulaire.
Au nombre des missions confiées à Albert Schmitt figurent la recension de l’ensemble des fonds des bibliothèques scientifiques d’Alsace, le signalement des documents manquants ainsi que l’identification de leur lieu de stockage, la sécurisation des fonds recensés et la préparation de la réouverture des bibliothèques. Dans le périmètre des établissements sous sa responsabilité figuraient, outre les bibliothèques de l’université et des instituts universitaires, les bibliothèques municipales qui hébergeaient des fonds pouvant intéresser les chercheurs. Une partie de son activité jusqu’au début de l’année 1941 a donc été consacrée à l’identification de ces fonds, au rapatriement des collections évacuées et à leur mise en sécurité. Un rapport du 2 mai 1941 fournit un bilan rétrospectif de ces actions présentées comme achevées « quelques mois auparavant ». Un article d’Albert Schmitt, paru en juin 1941 dans les Strassburger Monatshefte, revient sur le détail des opérations.

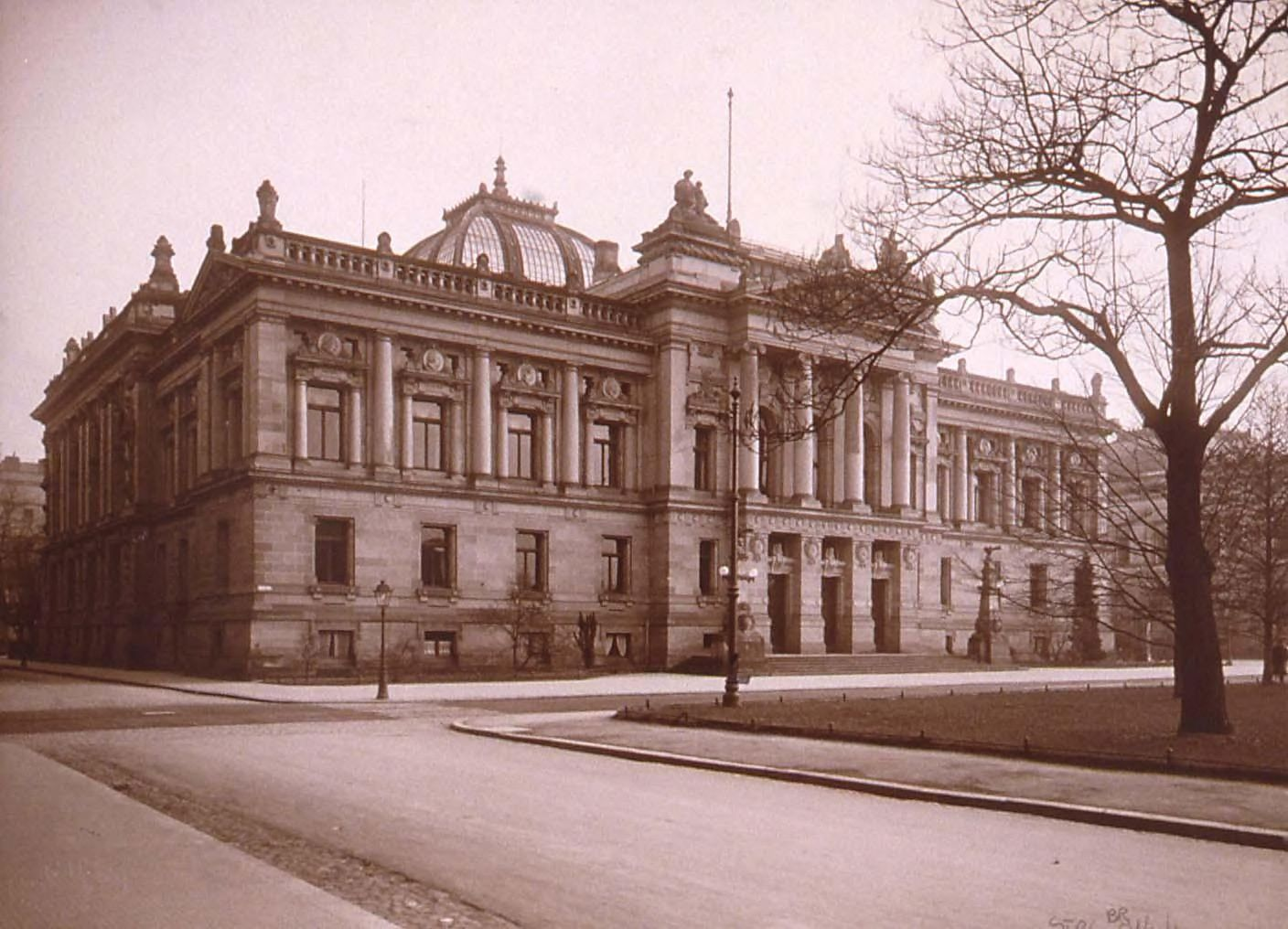
Le bâtiment occupé par la Universitäts- und Landesbibliothek.

Albert Schmitt contribua aussi activement au rapatriement des collections de la Universitäts- und Landesbibliothek Strassburg et des bibliothèques d’instituts. La mission fut décidée par Robert Wagner, Gauleiter de Bade-Alsace et chef de l’administration civile en Alsace. Elle fut placée sous la responsabilité d’Herbert Kraft, conseiller ministériel auprès du ministère de l’enseignement du Bade. Ce dernier bénéficia de l'assistance d'un adjoint allemand et d'Albert Schmitt, en sa qualité de directeur par intérim de la Universitäts- und Landesbibliothek Strassburg. Les opérations débutèrent en février 1941, après une entrevue avec le Gauleiter Wagner, et furent déclarées comme achevées en octobre de la même année. Dans l’article qu’il publia en juin 1941 dans les Strassburger Monatshefte, Albert Schmitt fait des bibliothèques scientifiques les gardiennes en Alsace de la culture germanique et un outil majeur d’une politique culturelle destinée à expurger la région de l’influence française. C’est à ce titre aussi qu’il se chargea de mettre en œuvre les directives de l’administration civile concernant l’épuration de la vie culturelle des références françaises. Le 26 février 1941, il rédigea une note à destination des responsables des bibliothèques scientifiques de la région qui précisaient les modalités de mise à l’écart ou de traitement particulier réservé aux ouvrages en langue française dans les collections.
Cette ardeur à embrasser la cause de l’occupant et le souhait de valoriser une expérience acquise sous l’administration des deux pays incitèrent Albert Schmitt à postuler aux fonctions de directeur permanent de la Universitäts- und Landesbibliothek Strassburg. Ce recrutement participait de la réorganisation de l’université. Marquée par les rivalités entre le Ministre de l’Éducation du Reich Bernhard Rust et le Chef de l’administration civile en Alsace Robert Wagner, la fondation à Strasbourg de la nouvelle université du Reich (Reichsuniversität Straßburg) impliquait la nomination de nouveaux personnels attitrés.
La candidature d’Albert Schmitt s’inscrivait dans un parcours personnel et professionnel marqué par une germanophilie qu’il partageait avec une certaine branche de l’autonomisme alsacien. Des premiers contacts avec des bibliothécaires et archivistes allemands s’étaient noués à la fin des années 1930 à l’occasion des cérémonies de remise du prix Erwin de Steinbach, qui récompensait les productions mettant en valeur le patrimoine germanique de part et d’autre du Rhin Supérieur. Parallèlement, il contribuait aux Strassburger Monatshefte, dont la germanophile trahissait de plus en plus ouvertement des sympathies pour le régime national-socialiste. Pour étayer sa candidature et prévenir toute complication, Schmitt transmit dès décembre 1940 son curriculum vitae à Rudolf Kummer, responsable au sein du ministère du Reich de l’Éducation, de l’Enseignement supérieur et des Bibliothèques scientifiques. Dans une lettre d’accompagnement, il affirme avoir œuvré pendant l’entre-deux-guerres à l’enrichissement du patrimoine livresque germanique ; il clarifie en outre son statut académique, le titre de docteur lui ayant souvent été indûment attribué.
Le rapport d’évaluation de cette candidature, établi en janvier 1941 pour le compte de Rudolf Kummer par le conservateur en chef de la Bibliothèque d’État de Prusse Josef Becker, fut accablant. Outre la relative médiocrité de ses dons littéraires fut reproché à Albert Schmitt un niveau de compétences professionnelles insuffisant. Ses affirmations sur son engagement en faveur du patrimoine germanique dans le cadre professionnel auraient en outre été contredites par l’étude des acquisitions d’ouvrages et de ses productions personnelles dans l’entre-deux-guerres. Les appuis dont put bénéficier Albert Schmitt dans ses démarches demeurèrent sans effet ; le poste de directeur de la Universitäts- und Landesbibliothek Strassburg fut finalement attribué en mai 1941, à titre provisoire encore, à Karl Julius Hartmann, directeur de la Bibliothèque universitaire de Göttingen. Albert Schmitt se vit quant à lui proposer, à titre compensatoire, d’autres fonctions. Au printemps 1941, il fut nommé directeur de la « Maison de Goethe » à Strasbourg (Goethe-Haus), institution fondée à l’initiative des autorités allemandes.
Albert Schmitt et l'éphémère Maison de Goethe à Strasbourg

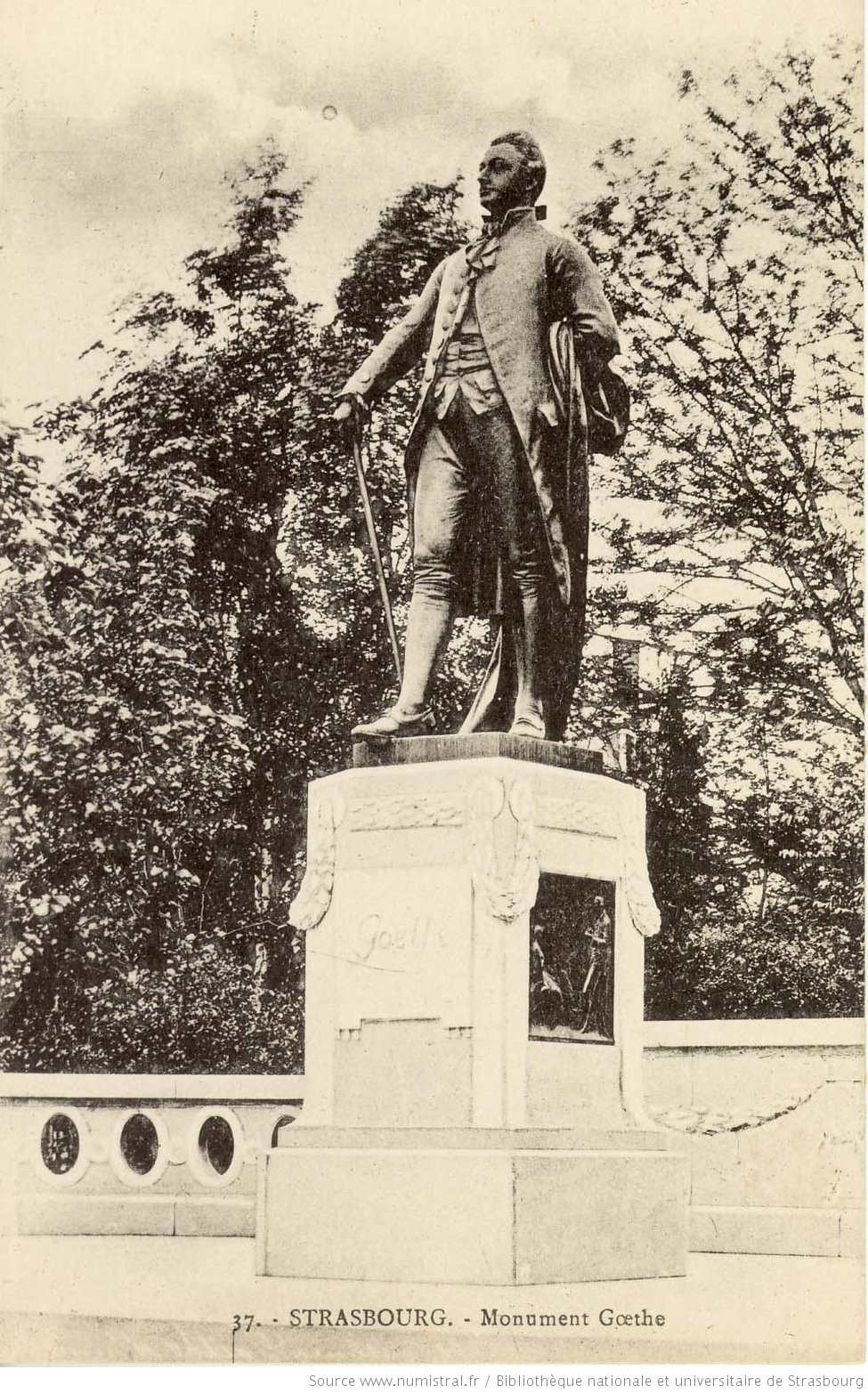
Monument Goethe à Strasbourg.

L’idée de fonder à Strasbourg une institution culturelle dédiée à Johann Wolfgang von Goethe s’ancre dans le contexte d’instrumentalisation de l’écrivain allemand par la propagande nazie. Le séjour que fit Goethe en Alsace entre 1770 et 1771 pour ses études, ainsi que l’hommage rendu dans ses écrits à la cathédrale de Strasbourg et à l’un de ses principaux architectes, devinrent le prétexte à une telle instrumentalisation. De l’usage décontextualisé et biaisé de ces textes ressortait l’image d’un écrivain défenseur de la germanité de l’Alsace.
Le souhait de fonder à Strasbourg une institution muséale en l’honneur de Goethe fut d’abord exprimé par l’administration générale du Gau de Bade-Alsace (appelé aussi Gau Oberrhein). Les documents relatifs à la réorganisation des musées municipaux de Strasbourg lui font écho en évoquant en avril 1941 la fondation d’un futur musée étatique consacré au grand écrivain. Cette institution devait en outre héberger l’administration centrale relative aux bibliothèques de la région. Ces plans évoluèrent toutefois dans les mois suivants. Le projet d’acquérir la maison qu’occupa Goethe lors de son séjour à Strasbourg, au 36 rue du Vieux-Marché-aux-Poissons (Am Alten Fischmarkt), fut abandonné au profit de l’achat d’un immeuble situé au 43 allée de la Robertsau (Ruprechtsauer Allee).
Albert Schmitt fut nommé directeur de la Maison de Goethe en mai 1941. Lui fut aussi confiée la gestion de la bibliothèque des musées de la Ville de Strasbourg, située au Palais Rohan. Ces activités se plaçaient sous l’autorité de l’administrateur délégué des musées d’Alsace, Kurt Martin (de). Cette mission secondaire à la bibliothèque des musées fut toutefois abandonnée dès décembre 1941 par Albert Schmitt, qui se concentra dès lors sur la Maison de Goethe. Le renoncement à cette fonction fut toutefois assorti de démarches pour obtenir une augmentation de traitement. L'attestent les documents impliquant Hermann Bickler, autonomiste alsacien germanophile devenu chef du district de Strasbourg sous l'administration allemande, et avec lequel Albert Schmitt semblait entretenir des rapports cordiaux.
De l’été 1941 à 1942, Albert Schmitt travailla à l’identification des documents et objets relatifs à Goethe durant son séjour en Alsace ainsi qu’à l’établissement d’un budget annuel. Un bilan rétrospectif de son activité fut fourni par différents organes de la presse régionale et allemande en mai et juin 1943. On y apprend tout d’abord la toute récente inauguration de la Maison de Goethe au début du printemps. Son administrateur y avait réuni environ 200 000 volumes auxquels s’étaient ajoutés les 6 000 œuvres et documents de la collection dite « Ogeleit », acquises pour l’institution. En outre fut réitéré le projet d’acquisition de la maison au 36 rue du Vieux-Marché-aux-poissons, destinée à recevoir les collections muséales de l’institution tandis que la bibliothèque et les documents d’archives devaient demeurer au 43 de l’Allée de la Robertsau.
Cette publicité accordée à la Maison de Goethe s’inscrivait dans le cadre plus général de la fondation, en mai 1943, de la section régionale de la Société Goethe de Weimar (Landesvereinigung Oberrhein der Goethe-Gesellschaft Weimar). Cette structure régionale devait épauler l’activité de la société mère en promouvant la recherche relative à Goethe et à son époque, notamment son séjour en Alsace dans les années 1770, et en favorisant sa réception au sein de la population alsacienne. Albert Schmitt lui-même fut investi des fonctions d’administrateur de la section locale, la présidence revenant au Docteur Schmitthenner, ministre badois de la Culture et recteur de l’université d’Heidelberg. La cérémonie d’inauguration organisée entre autres par Albert Schmitt eut lieu entre le 22 et le 24 mai 1943 et attira plusieurs spécialistes allemands de Goethe ainsi que certains membres de l’élite nazie se réclamant tels. Des échanges de courriers dactylographiés attestent l’activité d’Albert Schmitt en tant qu’administrateur de la section régionale de la société jusqu’en février 1944.
Parallèlement à ses activités destinées à la promotion de Goethe en Alsace, Albert Schmitt, qui était devenu membre de la SS et avait le grade de Sturmbahnführer, s’impliqua volontairement dans les activités de l’institut d’anthropologie raciale fondé par Heinrich Himmler (Ahnenerbe Forschungs- und Lehrgemeinschaft). On retrouve dans les archives de cet institut un projet de création sur le mont Saint-Odile d’un établissement de formation et de recherche de la SS associé à un lieu de culte dédié à la race germanique.

### Fin de l'Occupation et l'après-guerre

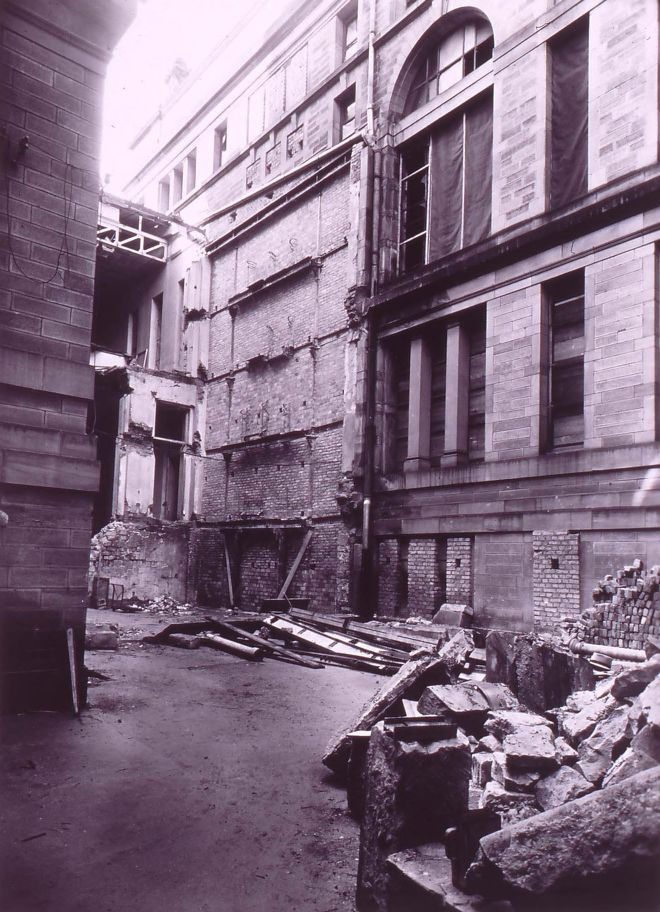
Vue de la cour intérieur de la bibliothèque après le bombardement aérien du 25 septembre 1944.

L’avancée des Alliés et la préparation du repli des troupes allemandes bouleversèrent les projections de l’administration civile relatives aux institutions scientifiques et culturelles d’Alsace. La Universitäts- und Landesbibliothek Strassburg cessa pratiquement toute activité en septembre 1944, du fait de l’intensification des bombardements alliés. Plusieurs dépôts de livres, dont ceux de Barr, furent touchés par les bombardements qui se poursuivent entre la fin 1944 et le début 1945. Quant aux musées, un décret du 23 août 1944 produit par le Ministère de la Culture du Gau de Bade-Alsace sur la demande du Gauleiter Wagner, mit fin à leur activité publique en 1944 et reconcentra leurs activités sur la mise en sécurité des collections.
Peu d’informations subsistent sur le devenir d’Albert Schmitt pendant cette période mouvementée. Alors que ses fonctions officielles prenaient logiquement fin en 1944, on retrouve trace la même année de son activité littéraire par la publication aux éditions Wilhelm Heyne de Dresde de ses Histoires alsaciennes (Elsässische Geschichten). Les recherches entreprises par Francis Gueth, conservateur de bibliothèque à Colmar jusqu'en 2007, n'ont pas permis de savoir s'il avait été inquiété par les autorités judiciaires après 1945 ; elles n'éclairent pas davantage la nature de ses occupations après cette date. D'après les informations recueillies, la vie d'Albert Schmitt semble avoir été partagée entre l'Allemagne et Strasbourg, où il résidait à la fin de sa vie. Son épouse Lucie Anne Schmitt-Leinen partit ensuite s'installer en Belgique. Bien qu'il ait cessé d'écrire après la guerre, Albert Schmitt travaillait à la publication d'un recueil de poèmes écrits avant 1945. C'est lors d'une visite en octobre 1967 à son éditeur à Berghausen, non loin de Karlsruhe, qu'il serait brutalement décédé. Sa dépouille fut peu après transférée à Strasbourg, où il est enterré. Le recueil La lumière du monde (Das Licht der Welt) parut la même année, à titre posthume.